# Kimberly García
Gabriela Kimberly García León (Huancayo, 19 de outubro de 1993) é uma atleta peruana bicampeã mundial da marcha atlética.
Surgiu no cenário internacional do atletismo e da prova em 2019, ao conquistar a medalha de prata na marcha 20 km nos Jogos Pan-americanos de Lima, competindo na frente  do seu público. Sua grande conquista na carreira aconteceu no Campeonato Mundial de Atletismo de 2022, disputando em Eugene, Oregon, Estados Unidos, quando ganhou duas medalhas de ouro, na marcha 20 km e dias depois na marcha de 35 km, que estreava em Mundiais. García León foi a mais bem sucedida atleta em todo o Mundial, a única a conquistar duas medalhas de ouro em provas individuais. Suas medalhas em Eugene foram as primeiras do Peru na história da competição. Em março de 2023 ela quebrou o recorde mundial da marcha de 35 km em Dudince, na Eslováquia,– quebrado dois meses depois pela espanhola María Pérez – e em agosto, no Mundial de Budapeste 2023, ficou com a medalha de prata na mesma distância.
Em Santiago 2023 conquistou sua primeira medalha de ouro pan-americana na marcha atlética, vencendo a marcha de 20 km. A prova entretanto teve um erro inusitado, com a colocação dos cones que marcam o trajeto de ida e volta sendo colocados em locais errados, o que fez com as atletas percorressem menos 3.200 m que a distância oficial. Os tempos ( doze delas "quebraram o recorde mundial" com esta medição) foram anulados mas as medalhas foram mantidas. Ao fim de 2023, Garcia conquistou o título de campeã do World Athletics Race Walking Tour, o circuito mundial da marcha atlética, temporada 2022/2023, pelo qual recebeu o prêmio de US$25.000 dólares.